# Keszthelyi Rezső
Keszthelyi Rezső (Szolnok, 1933. február 5. – Budapest, 2016. június 8.) író, költő, szerkesztő.

## Élete
Középiskoláit Nagyváradon, Kecskeméten és Budapesten végezte, majd újságíró lett. 1962-ben az ELTE-n magyar–történelem szakos középiskolai tanári oklevelet szerzett. 1962-1974 között a Corvina Könyvkiadó, 1974-től 1993-ig a Magvető Könyvkiadó szerkesztője. Többek között Apollinaire, Jacques Audiberti, Sartre fordítója.

## Művei
- Vonalak kertje (versek, Magvető Könyvkiadó, 1969)
- Katalekták (versek, Magvető Könyvkiadó, 1986)
- Aszimptot (versek, Szépirodalmi Könyvkiadó, 1990)
- Magánbeszéd (vers és próza, Fekete Sas Kiadó, 1994)
- Római nulla (versek, Fekete Sas Kiadó, 1999)
- Önidőző (próza, Fekete Sas Kiadó, 2000)
- Hasonmások (versek, Orpheusz Kiadó, 2005)
- Öntalálkozó (regény, Fekete Sas Kiadó, 2010)
- Emlék Kert (új és válogatott versek, Kalligram Könyvkiadó, 2015)
- Magányt ragyogni; Fekete Sas, Bp., 2018

## Szerkesztett kötetei (válogatás)
- Éljünk a mi időnkben : írások a képzőművészetről / Kassák Lajos ; [vál., sajtó alá rend. Ferencz Zsuzsa ; jegyz. Keszthelyi Rezső], 1978.[2]
- Napló helyett : [tárcák, kritikák, visszaemlékezések] / Thurzó Gábor ; [szerk. Keszthelyi Rezső], 1984.[3]
- DE-sorozat / szerk. Keszthelyi Rezső, 1995-től[4]
- A semmittevés filozófiája : Albert C. Holló titkos feljegyzései a Vörösmarty mozi kávézójából és más történetek / Ürmös Attila ;[szerk., utószó: Keszthelyi Rezső], 2007.[5]

## Fordításai (válogatás)
- Gauguin élete / Henri Perruchot ; [ford. Keszthelyi Rezső, Lontay László], 1969.[6]
- Marc Chagall kiállítása : Budapest, Műcsarnok, 1972. október 14 - november 5. / [szerv. Kulturális Kapcsolatok Intézete, Kiállítási Intézmények] ; [rend. Frank János, Ury Endréné] ; [a katalógust szerk. Néray Katalin] ; bev. Louis Aragon ; ford. Keszthelyi Rezső.[7]
- A kubista festők : esztétikai elmélkedések / Guillaume Apollinaire ; [bev. és jegyz. L. C. Breunig, J.-Cl. Chevalier] ; [ford. Keszthelyi Rezső], 1978.[8]